# كريغ براكينس
كريغ براكينس (بالإنجليزية: Craig Brackins)‏ مواليد 9 أكتوبر 1987 في لانكستر، هو لاعب كرة سلة أمريكي بدأ مسيرته الاحترافية في سنة 2010 حيث تم اختياره من قبل فريق أوكلاهوما سيتي ثاندر خلال الدرافت، ويحمل الرقم 33. يبلغ طوله 6 قدم 10 بوصة (2.1 م).

## فرق لعب لها
- فيلادلفيا سفنتي سيكسرز

## إحصائيات المسيرة

### الموسم الاعتيادي
| السنة   | الفريق                 | لعب | بدأ | دقيقة | ميداني% | ثلاثية | حرة  | ارتداد | صنع | استلاب | تصدي | نقطة |
| ------- | ---------------------- | --- | --- | ----- | ------- | ------ | ---- | ------ | --- | ------ | ---- | ---- |
| 2010–11 | فيلادلفيا سفنتي سيكسرز | 3   | 0   | 11.0  | .250    | .000   | .000 | 1.3    | .3  | .3     | .0   | 2.7  |
| 2011–12 | فيلادلفيا سفنتي سيكسرز | 14  | 1   | 6.3   | .273    | .333   | .500 | 1.1    | .6  | .0     | .1   | 1.6  |
| المسيرة |                        | 17  | 1   | 7.1   | .265    | .214   | .500 | 1.1    | .5  | .1     | .1   | 1.8  |

## روابط خارجية
- كريغ براكينس على موقع إن بي أي (الإنجليزية)
- كريغ براكينس على موقع دوري كرة السلة الياباني للمحترفين (اليابانية)
- كريغ براكينس على موقع سبورتس رفرنس (الإنجليزية)
- كريغ براكينس على موقع كرة السلة الأوروبية.كوم (الإنجليزية)
- كريغ براكينس على موقع كلية كرة السلة في سبورتس رفرنس.كوم (الإنجليزية)
- كريغ براكينس على موقع ريلجم (الإنجليزية)
- كريغ براكينس على موقع بروبوليرز (الإنجليزية)
- كريغ براكينس على موقع سبورتس رفرنس (الإنجليزية)
- كريغ براكينس على موقع سبورتس رفرنس (الإنجليزية)